# Torneo de Bari 2022
El Open Delle Puglie 2022 fue un torneo de tenis profesional jugado en canchas de tierra batida. Se trató de la 1.ª edición del torneo que formó parte de los Torneos WTA 125s en 2022. Se llevó a cabo en Bari, Italia, entre el 5 al 11 de septiembre de 2022.

## Cabezas de serie

### Individuales
| Tenista                | Ranking | Preclasificada |
| Panna Udvardy          | 78      | 1              |
| Danka Kovinić          | 80      | 2              |
| Tatjana Maria          | 85      | 3              |
| Maryna Zanevska        | 97      | 4              |
| Elisabetta Cocciaretto | 99      | 5              |
| Laura Pigossi          | 100     | 6              |
| Harmony Tan            | 112     | 7              |
| Olga Danilović         | 114     | 8              |

- Ranking del 29 de agosto de 2022

### Dobles
| Tenista                        | Ranking | Preclasificada |
| Andrea Gámiz Eva Vedder        | 240     | 1              |
| Paula Kania Renata Voráčová    | 242     | 2              |
| Angelina Gabueva Laura Pigossi | 252     | 3              |
| Carolina Alves María Carlé     | 280     | 4              |

## Campeonas

### Individuales femeninos
Julia Grabher venció a  Nuria Brancaccio por 6–4, 6–2

### Dobles femenino
Elisabetta Cocciaretto /  Olga Danilović vencieron a  Andrea Gámiz /  Eva Vedder por 6–2, 6–3